# Guilden Morden
Guilden Morden är en ort och civil parish  i Storbritannien.   Den ligger i distriktet South Cambridgeshire i grevskapet Cambridgeshire i riksdelen England, i den sydöstra delen av landet, 60 km norr om huvudstaden London. Guilden Morden ligger 44 meter över havet och antalet invånare är 929.
Terrängen runt Guilden Morden är platt.Runt Guilden Morden är det ganska tätbefolkat, med 166 invånare per kvadratkilometer. Närmaste större samhälle är Letchworth Garden City, 13,0 km sydväst om Guilden Morden. Trakten runt Guilden Morden består till största delen av jordbruksmark.